# Stabilimento Stellantis di Vigo
Lo stabilimento Stellantis di Vigo è una fabbrica del gruppo Stellantis (precedentemente PSA) situata in Spagna a Vigo, nella provincia di Pontevedra. Costruito nel 1958 da Citroën, l'impianto è uno dei più importanti della Galizia, secondo soltanto al gruppo tessile globale Inditex con sede a La Coruña. Ha un'area di circa 66 ettari.

## Storia
Nel 1958 venne fondata "Citroën Hispania", filiale produttiva della casa francese. I fattori determinanti per la scelta di Vigo furono la possibilità di collegamenti marittimi via Atlantico e i vantaggi tributari dovuti all'esistenza della zona franca istituita da Francisco Franco in città.
Nei periodi iniziali vennero utilizzati dei vecchi depositi doganali, in attesa della costruzione effettiva del complesso. Il primo veicolo a essere assemblato a Vigo fu il Citroën 2CV AZU, versione furgonata derivata dalla 2CV. Solo nel 1959, dopo il trasferimento definitivo nei nuovi locali di Balaídos, alla produzione dell'AZU viene affiancata quella della 2CV classica e dell'H.
Negli anni '60 la produzione inizia a essere destinata per lo più per il mercato interno spagnolo. Con la crescita economica del Paese, anche lo stabilimento ne giovò, espandendosi pressoché fino alle dimensioni attuali soltanto nei primi dieci anni di attività. Alla fine del decennio il ritmo divenne meno frenetico e altre case automobilistiche (tra cui Ford) cominciarono ad aprire stabilimenti in Spagna. Per evitare divari con la concorrenza, oltre all'incremento di produzione dei tre modelli, venne loro affiancata la fabbricazione di veicoli di cilindrata più grossa (come la Citroën GS). Fu però proprio l'aver continuato a costruire furgoni e veicoli a basso costo a ridurre la vulnerabilità dell'azienda durante la crisi finanziaria degli anni '70, poiché era crollata la domanda di auto più grandi. Quindi, nonostante i problemi dovuti all'aumento di prezzo del greggio e ai disordini politici interni dopo la morte di Francisco Franco, lo stabilimento continuò a crescere, seppur di poco, arrivando a una produzione record di 110 000 veicoli nel 1975 con circa 6000 impiegati.
Nella seconda metà degli anni '70, dopo l'acquisizione di Citroen da parte della Peugeot, si alternò la costruzione di auto di entrambi i marchi. 
Ultimamente, l'impianto si è occupato di auto low-cost (come Citroën C-Elysée e Peugeot 301), monovolume (Citroën Xsara Picasso e Citroën C4 Picasso) e furgoni (sia per Stellantis che per Toyota).

## Automobili prodotte

### Auto in produzione
| Foto | Marca   | Modello              | Inizio produzione |
| ---- | ------- | -------------------- | ----------------- |
|      | Citroën | Berlingo III         | 2018              |
|      | Peugeot | Rifter / Partner III | 2018              |
|      | Opel    | Combo E              | 2018              |
|      | Toyota  | ProAce City          | 2019              |
|      | Peugeot | 2008 II              | 2019              |
|      | FIAT    | Doblò                | 2022              |

### Auto fuori produzione
| Foto | Marca   | Modello                                    | Inizio produzione | Fine produzione |
| ---- | ------- | ------------------------------------------ | ----------------- | --------------- |
|      | Citroën | 2CV AZU                                    | 1958              | 1970            |
|      | Citroën | 2CV                                        | 1959              | 1984            |
|      | Citroën | Type H                                     | 1962              | 1965            |
|      | Citroën | 2CV Sahara                                 | 1964              | 1964            |
|      | Citroën | 2CV AK                                     | 1967              | 1978            |
|      | Citroën | Dynam                                      | 1967              | 1977            |
|      | Citroën | Dyane 6                                    | 1968              | 1983            |
|      | Citroën | Méhari                                     | 1969              | 1980            |
|      | Citroën | GS                                         | 1971              | 1986            |
|      | Citroën | CX                                         | 1976              | 1980            |
|      | Citroën | AYU / Dyane400                             | 1977              | 1987            |
|      | Peugeot | 504                                        | 1977              | 1980            |
|      | Peugeot | 505                                        | 1980              | 1987            |
|      | Citroën | Visa                                       | 1981              | 1988            |
|      | Citroën | BX                                         | 1982              | 1994            |
|      | Citroën | C15                                        | 1984              | 2005            |
|      | Citroën | AX                                         | 1986              | 1997            |
|      | Citroën | ZX 5P                                      | 1991              | 1997            |
|      | Citroën | ZX 3P                                      | 1992              | 1997            |
|      | Citroën | Berlingo I                                 | 1996              | 2008            |
|      | Peugeot | Ranch / Partner I                          | 1996              | 2008            |
|      | Citroën | Xsara 5P                                   | 1997              | 1999            |
|      | Citroën | Xsara 3P                                   | 1997              | 2000            |
|      | Citroën | Xsara Picasso                              | 1999              | 2010            |
|      | Citroën | Grand C4 Picasso I                         | 2006              | 2013            |
|      | Citroën | C4 Picasso I                               | 2006              | 2013            |
|      | Citroën | Berlingo II                                | 2007              | 2018            |
|      | Peugeot | Partner II                                 | 2007              | 2018            |
|      | Citroën | C4 Picasso II / C4 Spacetourer             | 2013              | 2020            |
|      | Citroën | Grand C4 Picasso II / Grand C4 Spacetourer | 2013              | 2022            |
|      | Peugeot | 301                                        | 2012              | 2024            |
|      | Citroën | C-Elysée                                   | 2012              | 2024            |